# Duško Marković
Duško Marković, cyr. Душко Марковић (ur. 6 lipca 1958 w Mojkovacu) – czarnogórski polityk i prawnik, wicepremier Czarnogóry w latach 2010–2016, minister sprawiedliwości od 2010 do 2015, premier Czarnogóry w latach 2016–2020.

## Życiorys
Duško Marković urodził się w Mojkovacu na terenie ówczesnej Jugosławii, gdzie uczęszczał również do szkoły podstawowej i średniej. Ukończył studia na wydziale prawa Uniwersytetu w Kragujevacu, po czym w latach 1983–1986 pracował w departamencie prawnym kopalni „Brskovo” w Mojkovacu.
W latach 80. zaangażował się w działalność polityczną na szczeblu lokalnym. W latach 1986–1989 pełnił funkcję sekretarza w radzie miejskiej rodzinnej miejscowości, a od 1989 do 1991 był jej przewodniczącym. Po 1991 rozpoczął działalność polityczną na szczeblu krajowym. W tym samym roku został sekretarzem generalnym rządu Czarnogóry w ramach Federalnej Republiki Jugosławii, którym pozostawał do 1998. W tym czasie obejmował funkcje w strukturach Demokratycznej Partii Socjalistów Czarnogóry (DPS), m.in. wszedł w skład jej komitetu centralnego. W 1997 uzyskał mandat posła do Zgromadzenia Czarnogóry.
W latach 1998–2005 zajmował stanowisko wiceministra spraw wewnętrznych do spraw bezpieczeństwa narodowego. W 2005 został dyrektorem nowo powstałej Agencji Bezpieczeństwa Narodowego, którą kierował przez pięć lat. W 2010 objął stanowisko ministra bez teki w rządzie premiera Mila Đukanovicia. W grudniu tegoż roku został wicepremierem i ministrem sprawiedliwości w nowym rządzie premiera Igora Lukšicia. Stanowiska te utrzymał także w kolejnym rządzie Mila Đukanovicia, który powołano w grudniu 2012. W marcu 2015, po rekonstrukcji rządu, został wicepremierem do spraw politycznych, wewnętrznych i zagranicznych. W 2015 został wybrany wiceprzewodniczącym DPS. W 2012 i 2016 uzyskiwał mandat deputowanego do parlamentu niepodległej Czarnogóry.
9 listopada 2016 prezydent Filip Vujanović desygnował go na stanowisko premiera i powierzył mu misję stworzenia rządu. 28 listopada 2016 jego gabinet uzyskał wotum zaufania w parlamencie i został zaprzysiężony, rozpoczynając tym samym urzędowanie. W wyborach parlamentarnych w 2020 otwierał listę wyborczą DPS, ponownie uzyskując mandat deputowanego. Funkcję premiera pełnił do 4 grudnia 2020, kiedy to został powołany nowy gabinet tworzony przez dotychczasową opozycję.

## Życie prywatne
Duško Marković jest żonaty, ma troje dzieci.